# Classe Re Umberto
La classe Re Umberto fu una classe di navi da battaglia pre-dreadnought della Regia Marina italiana, composta da tre unità entrate in servizio tra il 1893 e il 1895.
Le tre unità (Re Umberto, Sicilia e Sardegna) videro un certo impiego durante vari viaggi di rappresentanza in giro per il mondo, per poi essere impiegate operativamente durante la guerra italo-turca; ormai obsolete, allo scoppio della prima guerra mondiale furono sostanzialmente ritirate dal servizio attivo e impegnate come batterie d'artiglieria galleggiante, venendo infine radiate e demolite nei primi anni 1920.

## Caratteristiche
Il progetto delle Re Umberto fu elaborato da Benedetto Brin, ispettore del Genio Navale della Regia Marina, sulla base di quello adottato per le precedenti unità della classe Italia e tenendo conto delle risultanze d'impiego di queste  ed eliminandone i difetti che erano sostanzialmente quelli di una scarsa corazzatura; il lungo periodo di costruzione delle unità (più di nove anni dall'impostazione al completamento) rese tuttavia le Re Umberto piuttosto obsolete già al momento della loro entrata in servizio. Il progetto originario prevedeva la costruzione di due unità (Re Umberto e Sicilia), ma Brin ottenne che fosse impostata una terza unità (Sardegna); le tre navi differivano leggermente le une dalle altre su alcuni valori, e la terza unità ricevette un apparato motore più moderno delle altre.

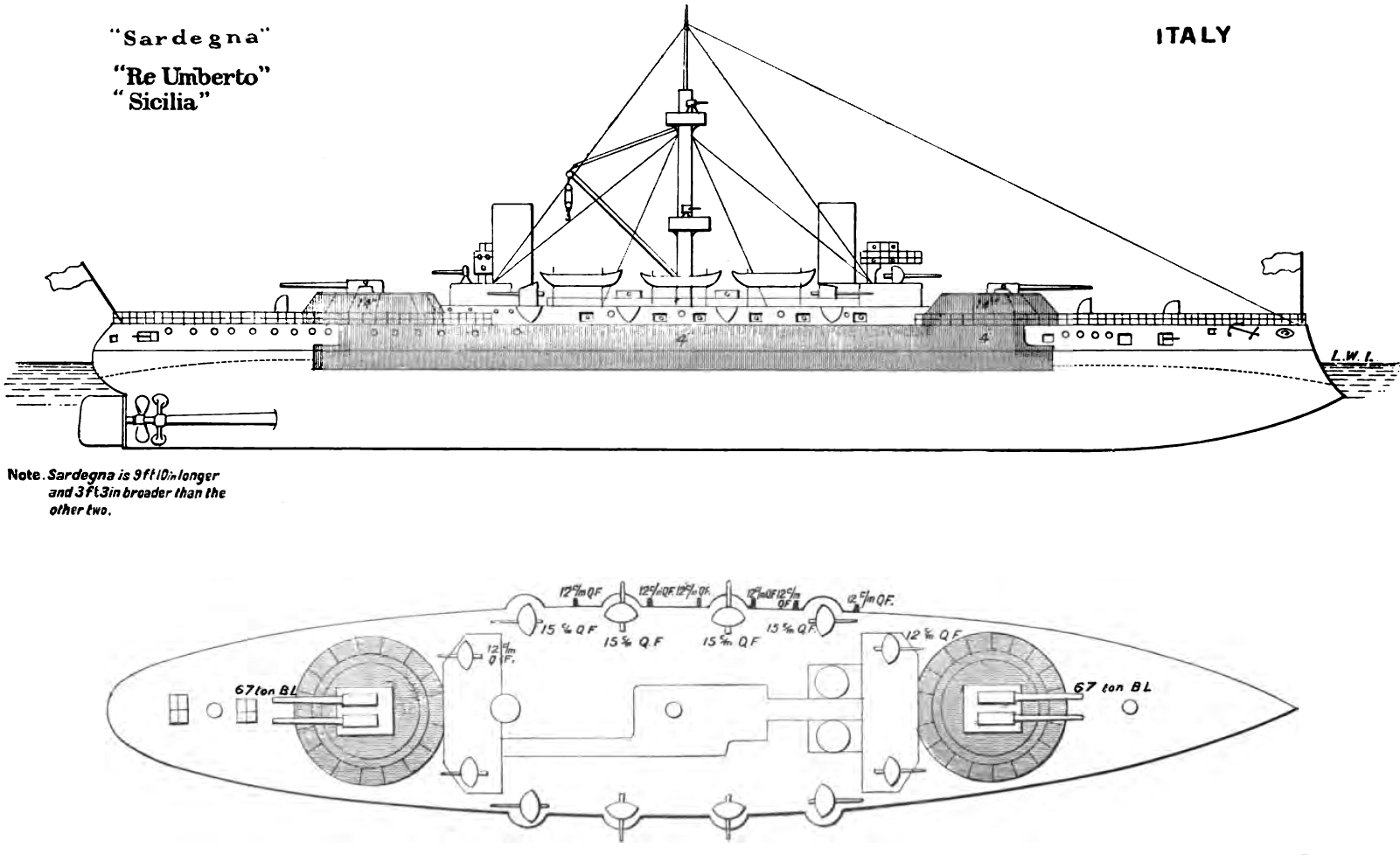
Schema delle unità dal Brassey's Naval Annual 1896

Le unità mantennero alcune caratteristiche della Classe Italia, in particolare la compartimentazione dello scafo, e tennero conto dei progressi della tecnica nel campo della propulsione e delle artiglierie, elaborando un progetto valido, almeno sulla carta, con una sensibile riduzione del tonnellaggio globale, a vantaggio della protezione e della velocità, aspetti vanificati però dal lungo periodo di allestimento, circa dieci anni, che sacrificò in buona parte questa iniziale validità progettuale. Pur con questi limiti la classe, per le sue caratteristiche di forte armamento e buona velocità, è da considerare come una anticipazione del futuro incrociatore da battaglia.
Lo scafo delle corazzate, piuttosto tozzo con prua arcuata a sperone e poppa curva, era lungo fuori tutto 127,6 metri (130,7 su Sicilia e Sardegna), largo 23,4 metri e con un pescaggio di 9 metri (8,83 su Sicilia e Sardegna); il dislocamento standard era di 13 000 tonnellate (13 860 su Sardegna), cifra che saliva a più di 15 000 tonnellate con le unità a pieno carico. L'equipaggio ammontava a 789 tra ufficiali e marinai.
La propulsione era garantita da quattro motrici alternative verticali a triplice espansione, accoppiate a due assi e alimentate da 18 caldaie cilindriche ad una fronte con ritorno di fiamma, con una potenza di 19 500 hp; la velocità massima era di 18,6 nodi per un'autonomia di 6 000 miglia nautiche alla velocità di 10 nodi.
L'armamento principale verteva su quattro cannoni calibro 343/30 mm, montati in due complessi binati in barbetta a prua e poppa con una cadenza di tiro di 8 colpi ogni 10 minuti; questi erano poi integrati da 8 cannoni da 152/40 mm, da 16 cannoni da 120/40 mm, da 2 cannoni da 75 mm, da 20 cannoni da 57 mm, da 10 cannoni da 37 mm e da 2 mitragliere. Erano poi disponibili cinque tubi lanciasiluri da 450 mm, uno nella prua e due per ogni fiancata. La protezione prevedeva una cintura corazzata spessa 100 mm e un ponte corazzato spesso 75 mm; le barbette dei cannoni principali erano spesse 350 mm e le scudature dei pezzi secondari tra 100 e 50 mm, mentre una corazzatura spessa 300 mm proteggeva il torrione di comando..

## Servizio
Nel febbraio 1897 le tre unità, con la corazzata Sicilia nave insegna del viceammiraglio Felice Napoleone Canevaro al comando della 1ª Divisione della 1ª Squadra, giunsero a Creta durante un periodo di tensione tra la Grecia e l'Impero ottomano in seguito alla rivolta scoppiata nell'isola, che culminò nella guerra greco-turca.
Nell'ottobre 1911 le tre unità, all'epoca inquadrate nella Divisione Navi Scuola, presero parte alla guerra italo-turca con l'insegna del contrammiraglio Raffaele Borea Ricci D'Olmo sulla Sicilia, appoggiando le operazioni di sbarco a Tripoli. Nel dicembre 1911, le tre navi furono sostituite dalle vecchie corazzate Italia e Lepanto. Le tre unità della classe Re Umberto fecero ritorno nelle acque della Libia nel maggio del 1912 prendendo parte a tutto il ciclo di operazioni lungo le coste libiche fino alla resa degli ottomani nell'ottobre 1912.
All'ingresso dell'Italia nel primo conflitto mondiale, l'unica unità della classe in servizio attivo era la corazzata Sardegna, che, essendo arrivata al conflitto già obsoleta, venne destinata a incarichi secondari perché non in grado di partecipare a scontri di squadra contro le corazzate avversarie più moderne; la nave venne destinata a rinforzare la difesa di Venezia, prendendo parte solamente a quattro missioni in Alto Adriatico.
Le altre due unità della classe, dopo essere state poste in disarmo prima dell'inizio della guerra, vennero ricomissionate allo scoppio del conflitto. La corazzata Sicilia venne utilizzata inizialmente come nave deposito e come nave caserma a Taranto per la nuova corazzata Giulio Cesare che stava completando il suo allestimento, e successivamente come deposito munizioni, come pontone galleggiante e come nave officina. La capoclasse Re Umberto, ritirata dal servizio alla fine del 1912 e utilizzata a Genova come nave deposito venendo poi posta in disarmo il 10 maggio 1914, venne prima dislocata a La Spezia nel giugno 1915 e utilizzata come nave deposito e nave caserma per la nuova corazzata Andrea Doria che stava completando il suo allestimento e successivamente utilizzata come batteria galleggiante prima a Brindisi e in seguito a Valona in Albania. Nel 1918 sulla corazzata Re Umberto, in previsione di un assalto alla principale base navale austro-ungarica di Pola, venne sostituito parte dell'armamento e vennero imbarcati otto cannoni scudati da 75 mm e mortai da trincea, ma l'azione non avvenne a causa della fine della guerra.

## Unità
| Nome       | Impostazione    | Cantiere                                   | Varo              | Entrata in servizio | Destino finale |
| ---------- | --------------- | ------------------------------------------ | ----------------- | ------------------- | --- |
| Re Umberto | 10 luglio 1884  | Cantiere navale di Castellammare di Stabia | 17 ottobre 1888   | 16 febbraio 1893    | trasformata in nave deposito nell'ottobre 1912 e poi in batteria galleggiante nel dicembre 1915; radiata e avviata alla demolizione nel luglio 1920 |
| Sicilia    | 3 novembre 1884 | Arsenale di Venezia                        | 6 luglio 1891     | 4 maggio 1895       | trasformata in nave deposito nel luglio 1914; radiata e avviata alla demolizione nel gennaio 1923                                                   |
| Sardegna   | 24 ottobre 1885 | Arsenale di La Spezia                      | 20 settembre 1890 | 16 febbraio 1895    | radiata e avviata alla demolizione nel gennaio 1923                                                                                                 |